# Podbrezje
Podbrezje (IPA: [pɔdˈbɾeːzjɛ], in tedesco Birkendorf) è un insediamento (naselje) di 739 abitanti, della municipalità di Naklo nella regione statistica dell'Alta Carniola in Slovenia.